# Nicolas Batum
Nicolas Batum (Lisieux, 14 de desembre de 1988) és un jugador de bàsquet francés que pertany a la plantilla dels Charlotte Hornets de l'NBA. Mesura 2,03 metres i juga en la posició d'aler.

## Trajectòria esportiva

### Seleccions inferiors de França
Ha sigut internacional amb la selecció francesa en les categories sub-16 i sub-18. Va ser elegit MVP del Torneig Albert Schweitzer sub-18 disputat a Mannheim el 2006.

### Lliga francesa
El 2003 passà a pertànyer a les categories inferiors del Le Mans S.B. de la lliga francesa. Debutà amb el primer equip la temporada 2006-07, fent una mitjana de 5 punts i 2,8 rebots per partit. L'any següent millorà ostensiblement les seues estadístiques en aconseguir 12,3 punts i 5 rebots per partit.

### NBA
Va ser elegit en la 25a posició del Draft de l'NBA del 2008 per Houston Rockets, però els seus drets van ser traspassats als Portland Trail Blazers, equip amb el qual va signar al juliol de 2008, a canvi dels jugadors Darrell Arthur i Joey Dorsey.

### Lockout
A conseqüència de l'aturada de l'NBA propiciada pel lockout l'any 2011, Batum va decidir tornar a la lliga francesa militant en el SLUC Nancy fins al final del tancament patronal de l'NBA.

### Charlotte Hornets
El 25 de juny de 2015 va ser traspassat als Charlotte Hornets a canvi de Noah Vonleh i Gerald Henderson.

## Estadístiques a l'NBA

### Temporada regular
| Any     | Equip     | PJ  | PT  | MPP  | %TC  | %3   | %TL  | RPP | APP | ROB | TPP | PPP  |
| ------- | --------- | --- | --- | ---- | ---- | ---- | ---- | --- | --- | --- | --- | ---- |
| 2008-09 | Portland  | 79  | 76  | 18.4 | .446 | .369 | .808 | 2.8 | .9  | .6  | .5  | 5.4  |
| 2009-10 | Portland  | 37  | 25  | 24.8 | .519 | .409 | .843 | 3.8 | 1.2 | .6  | .7  | 10.1 |
| 2010-11 | Portland  | 80  | 67  | 31.5 | .455 | .345 | .841 | 4.5 | 1.5 | .9  | .6  | 12.4 |
| 2011-12 | Portland  | 59  | 34  | 30.4 | .451 | .391 | .836 | 4.6 | 1.4 | 1.0 | 1.0 | 13.9 |
| 2012-13 | Portland  | 73  | 73  | 38.5 | .423 | .372 | .848 | 5.6 | 4.9 | 1.2 | 1.1 | 14.3 |
| 2013-14 | Portland  | 82  | 82  | 36.0 | .465 | .361 | .803 | 7.5 | 5.1 | .9  | .7  | 13.0 |
| 2014-15 | Portland  | 71  | 71  | 33.5 | .400 | .324 | .857 | 5.9 | 4.8 | 1.1 | .6  | 9.4  |
| 2015-16 | Charlotte | 70  | 70  | 35.0 | .426 | .348 | .849 | 6.1 | 5.8 | .9  | .6  | 14.9 |
| 2016-17 | Charlotte | 77  | 77  | 34.0 | .403 | .333 | .856 | 6.2 | 5.9 | 1.1 | .4  | 15.1 |
| 2017-18 | Charlotte | 64  | 64  | 31.0 | .415 | .336 | .831 | 4.8 | 5.5 | 1.0 | .4  | 11.6 |
| 2018-19 | Charlotte | 75  | 72  | 31.4 | .450 | .389 | .865 | 5.2 | 3.3 | .9  | .6  | 9.3  |
| Total   | Total     | 767 | 711 | 31.6 | .435 | .358 | .841 | 5.3 | 3.8 | 1.0 | .6  | 11.8 |

### Playoffs
| Any   | Equip     | PJ | PT | MPP  | %TC  | %3   | %TL  | RPP | APP | ROB | TPP | PPP  |
| ----- | --------- | -- | -- | ---- | ---- | ---- | ---- | --- | --- | --- | --- | ---- |
| 2009  | Portland  | 6  | 5  | 10.5 | .556 | .500 | .000 | .5  | .2  | .2  | .3  | 2.0  |
| 2010  | Portland  | 6  | 6  | 23.2 | .459 | .429 | .750 | 3.2 | .8  | .3  | .0  | 8.2  |
| 2011  | Portland  | 6  | 0  | 25.2 | .413 | .269 | .750 | 1.7 | 1.3 | .8  | .8  | 8.0  |
| 2014  | Portland  | 11 | 11 | 41.7 | .472 | .350 | .800 | 7.6 | 4.8 | 1.3 | .5  | 15.2 |
| 2015  | Portland  | 5  | 5  | 41.8 | .343 | .333 | .769 | 8.6 | 5.2 | .2  | .2  | 14.2 |
| 2016  | Charlotte | 5  | 2  | 28.8 | .378 | .273 | .850 | 3.6 | 2.0 | .4  | .0  | 11.4 |
| Total |           | 39 | 29 | 29.9 | .427 | .337 | .800 | 4.5 | 2.6 | .6  | .3  | 10.4 |

## Palmarés
- EuroBasket 2011:

- Eurobasket 2013:

- Campionat del Món de 2014:

- Campionat d'Europa sub-18 de 2006:

- Campionat del Món sub-19 de 2007:

- Millor quintet del Campionat del Món de 2014
- MVP del Campionat d'Europa sub-18 de 2006
- Millor quintet del Campionat d'Europa sub-18 de 2006